# Crato Esporte Clube
O Crato Esporte Clube é um clube brasileiro de futebol sediado na cidade do Crato, no Estado do Ceará. Suas cores são azul e branco. Manda seus jogos no Estádio Governador Virgílio Távora, conhecido como "Mirandão".

## História
O Crato foi fundado no dia 19 de novembro de 1997. Começou a disputar o cearense da segunda divisão em 1998, ficando na terceira colocação, atrás de Uniclinic e Itapipoca.  
Já no ano seguinte em 1999, sagrou-se vice-campeão e conseguiu a classificação para a primeira divisão, Neste ano o Crato contava no seu elenco jogadores experientes que se destacaram na competição, jogadores como o Goleiro Capueira, o meia Franzé, os Zagueiros João Neto e Brito, o lateral esquerdo Helinho e o artilheiro daquela competição o atacante Cleibson, em 2000 o elenco foi desfeito causando que a equipe não fizesse boa campanha na elite estadual, voltou a disputar a Segundona cearense em 2001, permanecendo até 2008 sem acessos.  

### Retorno a primeira divisão cearense
Em 2009, fazendo boa campanha na primeira fase, ficando em segundo lugar no grupo único com 9 equipes, só foi superado em dois confrontos, contra o Guarani de Juazeiro e o Uniclinic. Já na segunda fase, foi o campeão simbólico, classificando para a final diante do Esporte Limoeiro. Sagrou-se novamente vice-campeão da segunda divisão, retornando assim a Série A, e tendo o seu melhor momento na história do clube. Ficando por 5 anos consecutivos na elite do futebol cearense. Neste período, fez grandes participações como vencer por 4 a 0 o Fortaleza Esporte Clube em 2010, e o quinto lugar em 2012. 

### Volta a segunda divisão
Em 2014, passando por forte crise financeira, a equipe foi rebaixada para a segunda divisão com a pior campanha entre os 9 clubes da Série A, com apenas 5 pontos ganhos em 16 partidas. Sua única vitória no campeonato veio diante do Tiradentes apenas na oitava rodada do certame. Iniciava-se o pior momento da história da equipe.
Na série B 2015, escapou do rebaixamento com 6 pontos a frente do penúltimo colocado Nova Russas. E mesmo ficando em 7º lugar na segunda divisão de 2016 fora da zona de rebaixamento, a equipe não apresentou as documentações necessárias para a disputa do Cearense Série B 2017 na data estabelecida  pela Federação Cearense de Futebol e foi rebaixado automaticamente para a Série C 2017. 

### Queda para última divisão cearense e ascensão meteórica
A série C de 2017 iniciou da pior maneira possível para o Crato Esporte Clube. Já sendo superado pelo Campo Grande por 4x2 e tendo registrado apenas 12 jogadores para a partida. Fato este que viria a se repetir no empate de 0x0 com o Barbalha pela quarta rodada, e para a derrota por 10x0 para o União, pior derrota da equipe na sua história. Neste fatídico ano, o Crato ficou em último em seu grupo, permanecendo na Série C.
No ano seguinte, estruturado, classificou-se em segundo de seu grupo que continham Campo Grande e Juazeiro. E na segunda fase, sem perder nenhuma partida, garantiu vaga na final e o retorno a série B cearense após conseguir o vice-campeonato, superado apenas na final pelo próprio Campo Grande.
Em 2019 o Crato bate na trave ao tentar o segundo acesso seguido (Da C para B em 2018, e da B para A em 2019). Na primeira fase, classifica em segundo de seu grupo, atrás apenas do Pacajus. Nas quartas supera com facilidade o Tiradentes, após duas vitórias. Na ida no PV, 6x0 para o azulão da princesa, e na volta no Mirandão 2x1, com direito a 3 gols do atacante Dalmo no somatório das duas partidas. Na semi, 2x0 para o azulão do Cariri sobre o Caucaia no Mirandão, e na partida de volta no PV, foi superado pelo mesmo placar, com gol mal anulado para o lado do Crato, e partida esta que fica gravada até hoje como um dos erros de arbitragem que mais prejudicaram a equipe. O Caucaia conseguiu o acesso por jogar por dois resultados iguais, mantendo o Crato mais um ano na série B do cearense.
No ano de 2020, com parceira com o Atlético Cearense, a equipe do Crato faz uma de suas melhores temporadas da sua história. Fica em segundo lugar na primeira fase da Série B, com apenas uma derrota em 9 jogos. Nas quartas, vence o Pacatuba nas duas partidas pelo placar de 2x1, e enfim consegue o acesso sobre o Maranguape, com um empate em 0x0 no Moraisão e a vitória por 1x0 no Mirandão, gol de Vinícius aos 51 minutos do segundo tempo.

### Classificação para primeira competição a nível nacional
No ano de 2021 o clube voltou a disputar a elite do Cearense após 7 temporadas. Consegue fugir do rebaixamento na última rodada da primeira fase, após derrotar o Barbalha por 3x1, e com o consequente empate por 2x2 entre Icasa e Guarany de Sobral, rebaixando então as equipes Barbalhense e Sobralense. Na segunda fase, após decreto lançado pelo então governador Camilo Santana para tentativa de controle da Pandemia de COVID-19 no Ceará, a competição foi paralisada por mais de 50 dias, havendo desmanche de 90% da equipe. Após retorno dos jogos, o Crato Esporte Clube, consegue se montar a tempo e mesmo após derrotas vexatórias contra Atlético Cearense e Fortaleza, por 7x1 e 6x1 respectivamente, consegue um empate importantíssimo na última rodada contra o Caucaia por 3x3, com hat-trick do atacante Sá, conquistando pela primeira vez na sua história, vaga para uma competição a nível nacional, a Série D 2022.

## Estádio
O Crato Esporte Clube realiza seus jogos no Estádio Municipal Governador Virgílio Távora, popularmente conhecido como Mirandão. Com capacidade para 10.000 espectadores, o seu campo tem as dimensões de 105 metros x 70 metros.

## Participações
|  | Participações em 2025 |

| Competição | Competição          | Temporadas | Melhor campanha                  | Estreia | Última | P | R |
| Ceará      | Campeonato Cearense | 8          | 5º colocado (2012)               | 2000    | 2022   |   | 4 |
| Ceará      | Série B             | 17         | Vice-campeão (1999, 2009 e 2020) | 1998    | 2026   | 3 | 2 |
| Ceará      | Série C             | 3          | Vice-campeão (2018 e 2024)       | 2017    | 2024   | 2 |   |
| Ceará      | Cearense Feminino   | 1          | Semifinal (2024)                 | 2024    | 2024   |   |   |
| Ceará      | Copa Fares Lopes    | 4          | Semifinal (2016)                 | 2012    | 2021   |   |   |
| Ceará      | Taça Padre Cícero   | 2          | Vice-campeão (2012 e 2021)       | 2012    | 2021   |   |   |
| Brasil     | Série D             | 1          | 63° colocado (2022)              | 2022    | 2022   | – |   |

### Ranking da FCF
Ranking criado pela Federação Cearense de Futebol, que atribui pontuação aos times do estado do Ceará, computando todos os pontos dos clubes cearenses no Campeonato Cearense de Futebol
- Posição: 14º
- Pontuação: 3.142 Pontos